# Footprinting
Footprinting ist ein Begriff aus der IT-Sicherheit. Er bezeichnet die erste Phase eines Hackingangriffs, und zwar die Informationsbeschaffung über ein Zielsystem. Man unterscheidet zwischen aktivem und passivem Footprinting. Beim passiven Footprinting werden öffentlich zugängliche Daten über ein Angriffsziel zusammengetragen. Diese Informationsgewinnung geschieht unter anderem über folgende Quellen:
- Homepage des Opfers
- Suchmaschinen
- Stellenausschreibungen in Unternehmen
- Newsgroups

Informationsquellen für das aktive Footprinting sind dabei unter anderem:
- Fingerprinting
- Die WHOIS-Datenbank
- Der DNS-Eintrag
- Pingsweep
- Traceroute
- Portscans

Über die WHOIS-Datenbank erfährt man vom Rechnungskontakt der Domain die E-Mail-Adresse, Telefonnummer und die Postadresse, zusätzlich die IP-Adresse des primären und sekundären DNS-Servers. Über eine DNS-Anfrage kann die IP des Webservers und des Mailservers ermittelt werden und alle anderen über das Internet zugänglichen Dienste. Über die Unternehmenswebpage können Informationen über das Unternehmen und seine Angestellten gewonnen werden z. B. Namen, Fotos die fürs Social Engineering von entscheidender Bedeutung sind.
Im Rahmen der Sicherheitskonferenz Chaos Communication Congress wurde eine neue Methode vorgestellt, um Ergebnisse von Suchmaschinenabfragen sowie WHOIS-Datenbanken zu korrelieren und effizient alle Webanwendungen zu identifizieren, die einer Firma logisch zugeordnet sind.